# Полк, Джон
Джон Полк (англ. John Paulk, род. 13 апреля 1963) — американский экс-экс-гей, в прошлом являвшийся сторонником движения экс-геев и репаративной терапии. Полк отрёкся от своих взглядов в 2013 году.
Полк основал и являлся главой служения «Love Won Out», открытого организацией «Focus on the Family». С 1998 по 2003 год он занимал пост председателя совета организации «Exodus International». В 1998 году он выпустил автобиографию «Not Afraid to Change», в которой рассказал о попытках изменить свою сексуальную ориентацию. В том же году Полк был замечен в гей-баре, что привело к его отставке с ведущих постов в обеих организациях. В 2005 году он открыл ресторанный бизнес.
В апреле 2013 года он объявил о том, что разводится с женой и больше не поддерживает движение экс-геев.

## Ранние годы
Проживая в городе Колумбус, штат Огайо, Полк окончил театральную школу «Fort Hayes», после чего обучался музыке и вокалу в университете штата Огайо. В 1980-х годах он управлял кондитерской «Cocolat» в Сан-Франциско.
По словам Полк, он преодолел гомосексуальность после обращения в христианство. Его жена, Анна, также относила себя к экс-геям.

## Карьера
Джон занимал должность управляющего отделом гомосексуальности и гендера организации «Focus on The Family». В августе 1995 был избран председателем совета «Exodus», а в 1998 выбран на эту должность повторно. Вместе с женой ездил по США и выступал на конференциях «Love Won Out». Их фотографии были помещены на обложку выпуска «Newsweek» за август 1998, посвященного экс-геям и компании «Exodus».

## Отставка
19 сентября 2000 года, во время проведения лекционного тура по стране, Полк был замечен в вашингтонском гей-баре Mr.P’s. Один из посетителей узнал его и связался с Уэйном Бессеном, сотрудником Human Rights Campaign, Truth Wins Out и других политических организаций, отстаивающих права геев. Когда Бессен прибыл в клуб сорок минут спустя и обратился к Полку, тот стал отрицать, что является Джоном Полком. Тем не менее, когда он попытался покинуть бар, Бессену удалось его сфотографировать. Отвечая на вопрос журналистов об инциденте, Полк заявил, что не знал, что находится в гей-баре, а зашел лишь на несколько минут, чтобы посетить туалет. Однако по утверждениям свидетелей Полк находился в клубе более часа и флиртовал с другими мужчинами.
Инцидент привел к отставке Полка с постов председателя совета компании «Exodus» и организатора ежегодных конференций «Love Won Out». Тем не менее, он оставался управляющим отдела гомосексуальности и пола компании «Exodus» до 2003 года, когда он самостоятельно решил покинуть и этот пост.

## Извинение
В апреле 2013 года Полк объявил о том, что отрёкся от своих взглядов в поддержку репаративной терапии, которую считает бесполезной и губительной, и что идентифицирует себя как гей, при этом оставаясь христианином. Он объявил, что разводится с женой, а также принёс извинения за свою роль в поддержке движения.